# Дешкинский уезд
Дешкинский уезд — административно-территориальная единица в составе Орловского наместничества и Орловской губернии, существовавшая в 1778—1797 годах. Уездный город — Дешкин.

## География

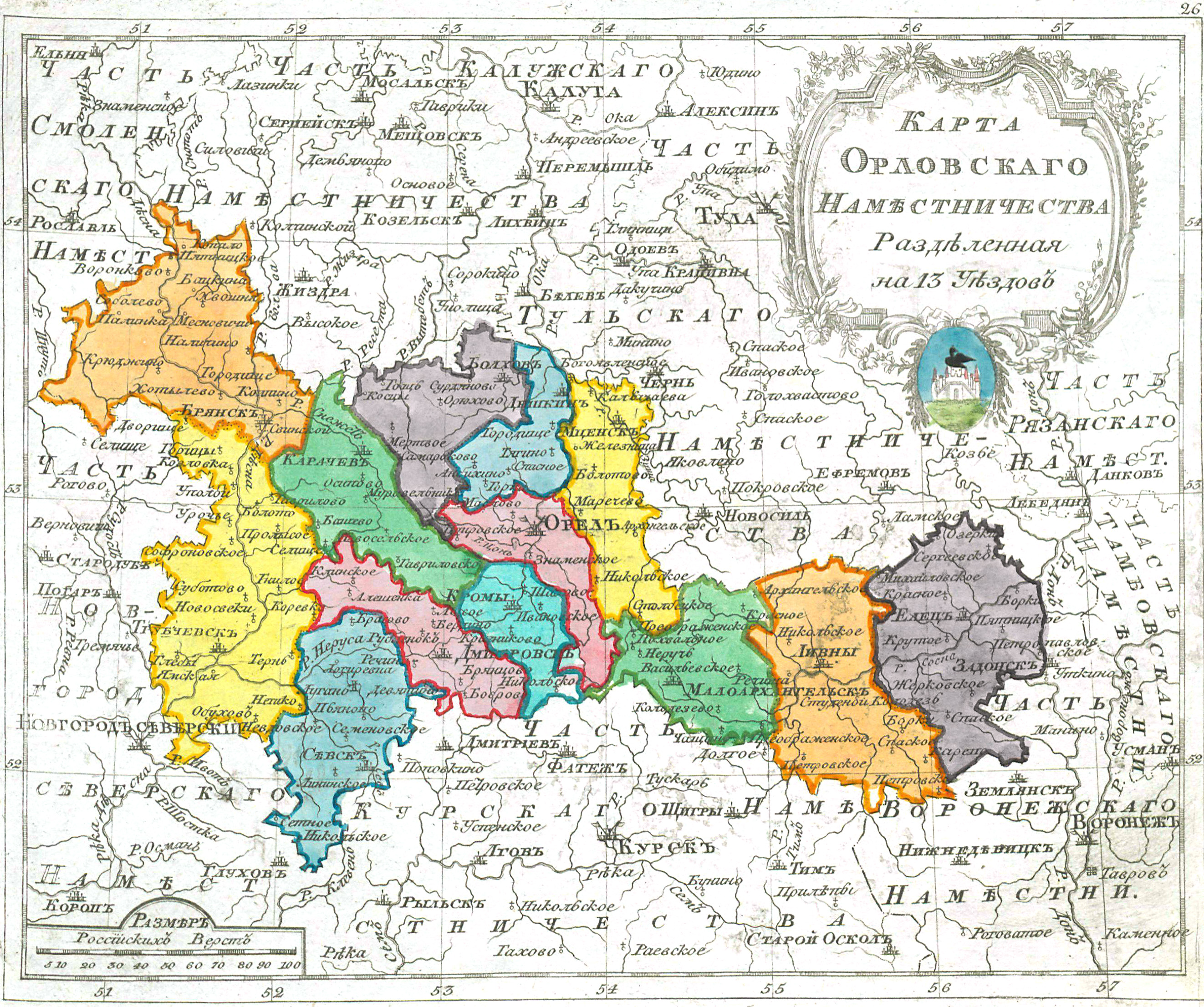
Дешкинский уезд на карте Орловского наместничества

Уезд располагался на севере Орловского наместничества, граничил с Тульским наместничеством.

## История
Уезд образован в 1778 году в составе Орловского наместничества (с 1796 года — Орловской губернии). В 1797 году уезд был упразднён. Населенные пункты Дешкинского уезда разделены следующим образом: 95 селений переданы Мценскому уезду, 150 — Болховскому и 31 — Орловскому уезду.